# ブリッジ (歯科)

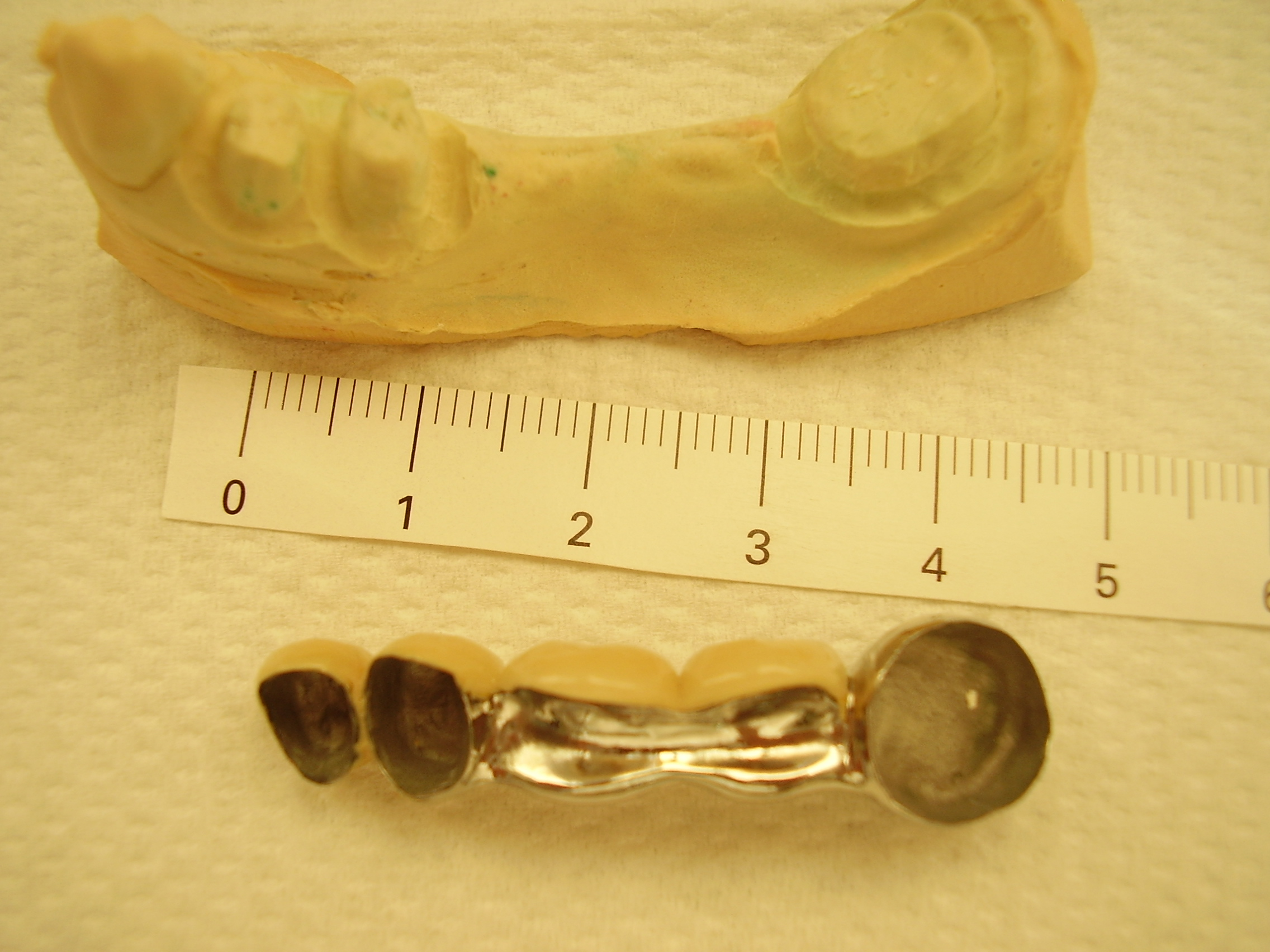
作業模型で制作されたブリッジ

ブリッジとは、一般に少数歯の欠損に対して用いる補綴物の一種である。架工義歯、冠橋義歯（かんきょうぎし）とも呼ばれる。主に両側または片側の残存歯、場合によってはデンタルインプラントを支台歯として用い、支台装置を作り、これとポンティックを連結部で結ぶことによって作られる。連結部は一般に支台装置と一塊となったものであるが、可動連結装置を使用する場合もある。通常歯根膜によって支持力を得る。
同じ歯根膜支持であること等、共通点が多いクラウンとまとめられることが多い。
歯は通常、欠損を自然回復することができないため、歯を喪失したとき、「義歯」と呼ばれる可撤性義歯やブリッジのような補綴物を用いて形態を回復する事が出来る。また、可撤性義歯とブリッジの中間的性質を持つ「可撤性ブリッジ」と呼ばれるものもある。
ブリッジは、形態の回復の他、歯周組織や顎関節、筋肉、靱帯、神経筋機構の保護や咬合機能の回復を行う優れた補綴物ではあるが、支台歯として何ら問題のない健全歯の歯質の切削を行わなければならない事や、清掃性に問題があるなどのデメリットもある。
近年、接着性材料の発達により切削量を最小限に抑えた接着ブリッジが見られるようになった。

## 架工義歯の構成

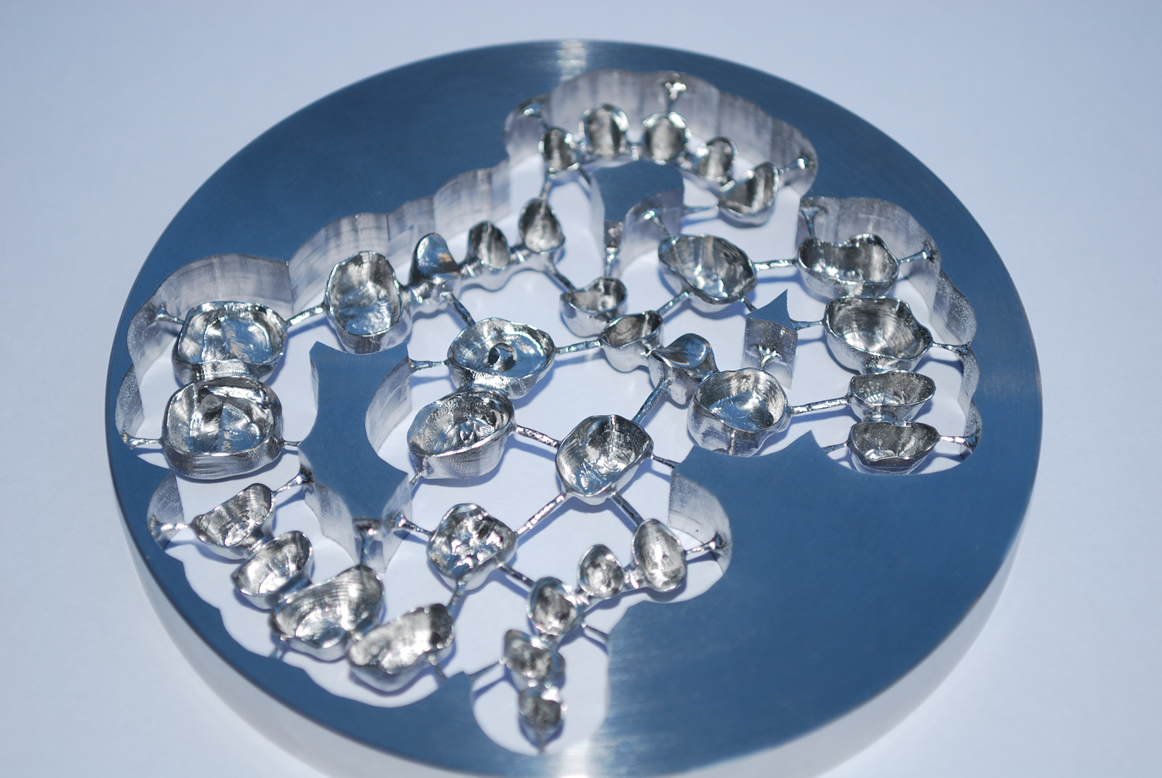
WorkNC Dental CAD/CAMを使って加工したクロム・コバルトディスク（ブリッジとクラウン）

ブリッジには保険が適用されるがセラミック製は保険適用外で、保険適用を選択するならば原則銀歯での架工義歯になる。
支台装置
架工義歯を歯に固定するための部分。全部被覆冠、一部被覆冠、インレー、アンレーなどが用いられる。基本的には近遠心の支台装置は共に同一の物を用いるが、一般的には特にそれにこだわることなく選択されているのがほとんどである。インレー支台は歯質の切削量が少なくでき、また接着材料の性能向上のため信頼性が増したと考えられたためよく用いられている。
連結部
支台装置と架工歯をつなげる部分。一塊鋳造（ワンピースキャスト）、可撤性連結装置（アタッチメント）、鑞着等の方法がある。この部分の設計を誤るとブリッジが折れる事態が発生することもある。
架工歯
架工義歯で補綴をする際に欠損部の機能・形態を人工的に回復する部分。ポンティックとも言う。この部分を金属のムクにすると重量が増して敏感な人は重く感じることがある。さらに重量増のため支台歯の負荷が増加する。他にも金属の値段が高いので、節約のためと鋳造時の欠陥の減少のため内側をくりぬいた状態で作り白いコンポジットレジンを詰めるのが一般的である。ポンティックの形態を離底型を指定すると、歯科技工士は歯肉から大きく離れた離底型ポンティックの基本からはほど遠いポンティックを作ることが多々あるが、これも金属を節約する意図のためである。

## 架工義歯の種類

### 構成形式による種類
固定性架工義歯
支台装置と架工歯が固定連結されて支台歯に合着される架工義歯。一般的に見られるブリッジは概ねこれである。
一部固定性架工義歯
架工歯の近遠心のどちらか一方が固定連結され、残りもう一方が可動性連結装置（アタッチメント）で連結されている架工歯。平行性のない支台に用いる。可撤性ではない。制作時の操作も装着時の操作も煩雑になるため敬遠される。見かけることはあまりないだろう。
可撤性架工義歯
可撤性の支台装置を用いるか、固定性支台装置と可撤性支台装置の間に可撤性連結装置を用いた架工義歯。任意に脱着できる。脱着できるため清掃性がよい。

### 補撤区間による分類
中間架工義歯
中間欠損の近遠心に支台を設定した架工義歯。一般的なブリッジ。中間欠損距離が長いとその分支台歯に負担が増えるため支台歯数を増やす等の対策が必要になる。また、前歯部などのアーチを含む場合はこの傾向はさらに強くなる。距離のある中間欠損の場合は床義歯にするのが一般的だが、床義歯のイメージがあまりにも悪く（特に女性で）無理でもなんでもブリッジにするように求める患者は多い。しかし、保険にDuchangeなどの抵抗性判定法が取り入れられているため保険診療で連続多数歯欠損のブリッジは困難である。
延長架工義歯
支台を架工歯の近遠心どちらかのみに設定した架工義歯。咬合・咀嚼力が支台歯に梃の作用で力が加わるので力学的に不安定で好ましくない。通常は元の歯のサイズの1/2~1/3にすることで支台歯に対する負荷を軽減するべきであるとされている。また、負荷分散のためポンティックの小型化と併せて支台歯数の増加をすることも推奨される。